# Diócesis de Bydgoszcz
La diócesis de Bydgoszcz (en latín: Dioecesis Bydgostiensis y en polaco: Diecezja bydgoska) es una circunscripción eclesiástica de la Iglesia católica en Polonia. Se trata de una diócesis latina, sufragánea de la arquidiócesis de Gniezno. Desde el 21 de septiembre de 2021 su obispo es Krzysztof Stefan Włodarczyk.

## Territorio y organización

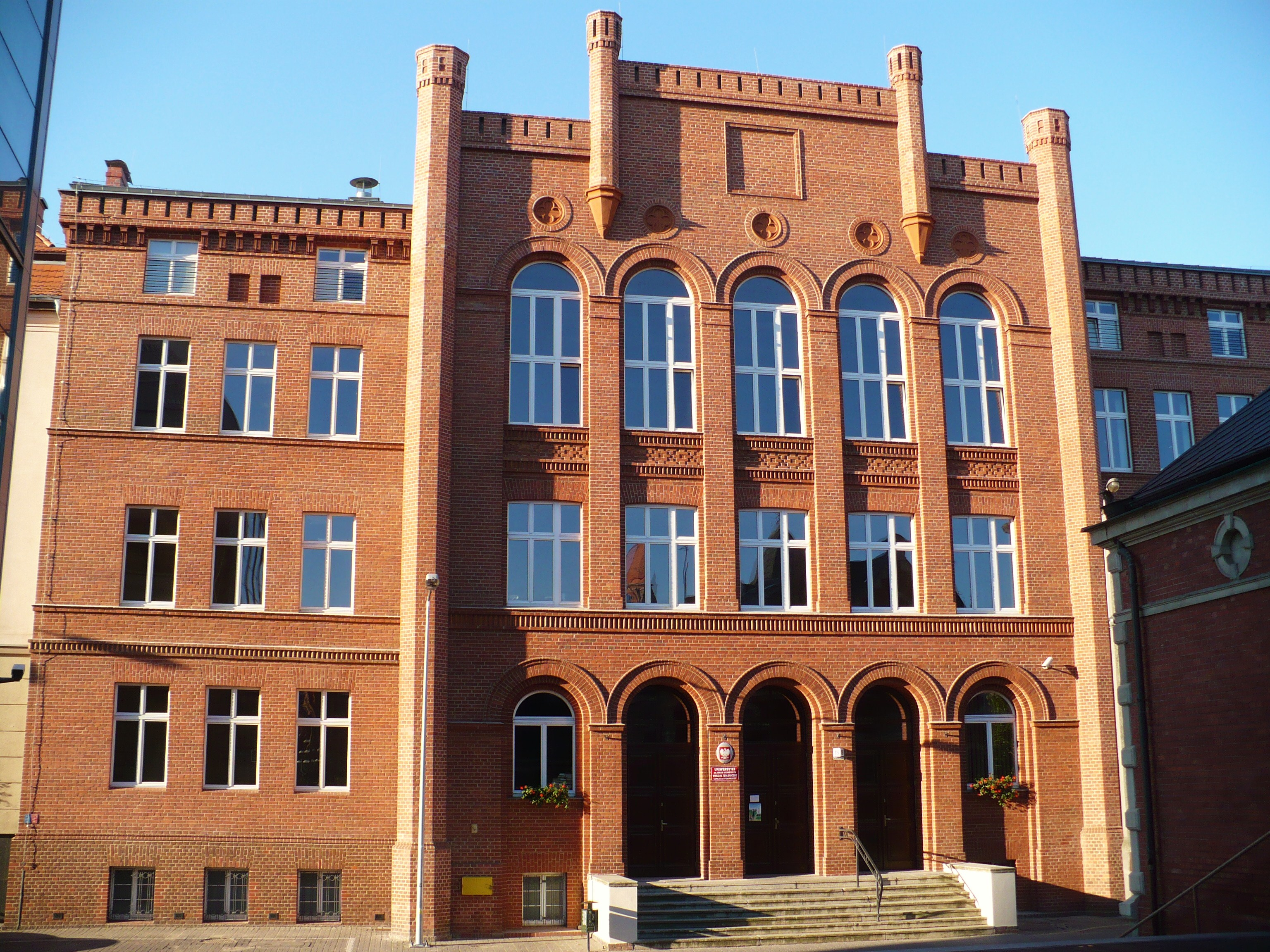
Seminario episcopal

La diócesis tiene 5200 km² y extiende su jurisdicción sobre los fieles católicos de rito latino residentes en parte norte de los voivodatos de  Cuyavia y Pomerania y de la Gran Polonia, y comprende los municipios de Bydgoszcz, Nakło nad Notecią, Złotów, Solec Kujawski, Szubin, Sępólno Krajeńskie, Więcbork, Wyrzysk, Kcynia, Łabiszyn, Mrocza, Gołańcz y Łobżenica.

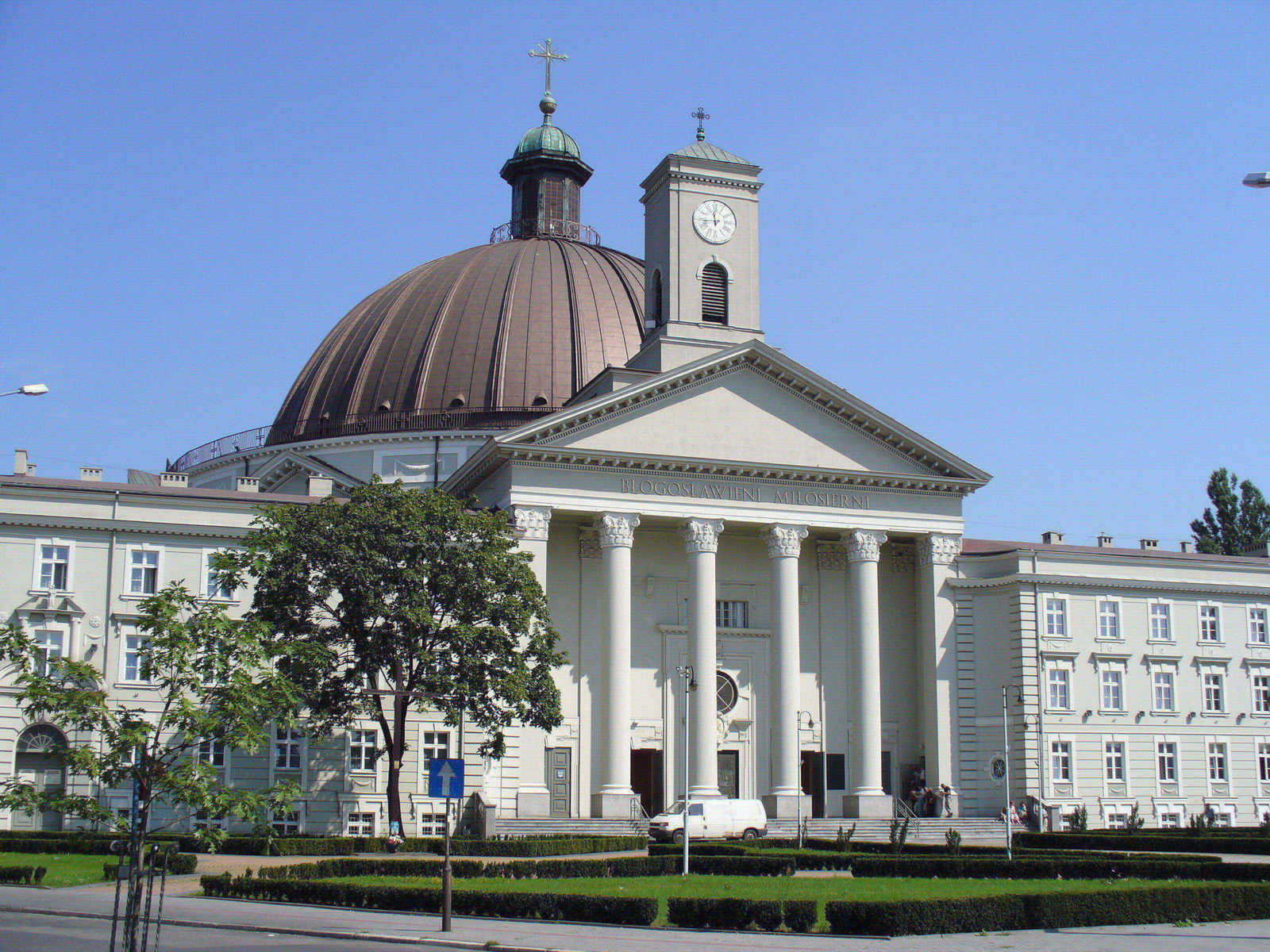
Basílica menor de San Vicente de Paúl, en Bydgoszcz

La sede de la diócesis se encuentra en la ciudad de Bydgoszcz, en donde se halla la Catedral de San Martín y San Nicolás. En el territorio de la diócesis hay tres basílicas menores: las basílicas de San Vicente de Paúl y de Nuestra Señora Reina de los Mártires, en Bydgoszcz, y la basílica de la Inmaculada Concepción, en Górka Klasztorna.
En 2022 en la diócesis existían 152 parroquias agrupadas en 21 decanatos.

## Historia
La diócesis fue erigida el 24 de febrero de 2004 mediante la bula Dilectorum Polonorum del papa Juan Pablo II, obteniendo el territorio de la arquidiócesis de Gniezno y de las diócesis de Koszalin-Kołobrzeg y de Pelplin.

## Estadísticas
Según el Anuario Pontificio 2023 la diócesis tenía a fines de 2022 un total de 588 000 fieles bautizados.
| Año                                                                             | Población            | Población | Población      | Sacerdotes | Sacerdotes    | Sacerdotes    | Bautizados por sacerdote | Diáconos permanentes | Religiosos | Religiosos | Parroquias |
| Año                                                                             | Bautizados católicos | Total     | % de católicos | Total      | Clero secular | Clero regular | Bautizados por sacerdote | Diáconos permanentes | Varones    | Mujeres    | Parroquias |
| ------------------------------------------------------------------------------- | -------------------- | --------- | -------------- | ---------- | ------------- | ------------- | ------------------------ | -------------------- | ---------- | ---------- | ---------- |
| 2004                                                                            | ?                    | 596 202   | ?              | 377        | 284           | 93            | ?                        |                      | 97         |            | 144        |
| 2006                                                                            | 559 178              | 586 410   | 95.4           | 358        | 270           | 88            | 1561                     |                      | 108        | 157        | 145        |
| 2012                                                                            | 589 312              | 601 890   | 97.9           | 348        | 296           | 52            | 1693                     |                      | 69         | 151        | 149        |
| 2015                                                                            | 580 000              | 620 000   | 93.5           | 389        | 290           | 99            | 1421                     |                      | 117        | 131        | 149        |
| 2018                                                                            | 580 000              | 620 000   | 93.5           | 389        | 294           | 99            | 1475                     |                      | 109        | 131        | 152        |
| 2020                                                                            | 583 088              | 622 036   | 93.7           | 404        | 305           | 99            | 1443                     |                      | 109        | 131        | 152        |
| 2022                                                                            | 588 000              | 627 000   | 93.8           | 407        | 308           | 99            | 1444                     |                      | 108        | 131        | 152        |
| Fuente: Catholic-Hierarchy, que a su vez toma los datos del Anuario Pontificio. |                      |           |                |            |               |               |                          |                      |            |            |            |

## Episcopologio
- Jan Tyrawa (24 de febrero de 2004-12 de mayo de 2021 renunció)[nota 1]
- Krzysztof Stefan Włodarczyk, desde el 21 de septiembre de 2021